# Bangemachen gilt nicht
Bangemachen gilt nicht auf der Suche nach der Roten Ruhr-Armee. Eine Vorerinnerung ist ein Roman von Jürgen Link.
Er erschien im März 2008 und erzählt die Geschichte einer Gruppe von Achtundsechzigern im Ruhrgebiet. Er unterscheidet sich von anderen Romanen vor allem durch den Versuch einer neuen Romanstruktur, die durch ein abwechselndes Spiel von Zukunftssimulationen und der tatsächlich voranschreitenden Geschichte gekennzeichnet ist.

## Handlung
Das Thema des Romans ist eine Art kollektiver Lebensbericht der „Ursprünglichen Chaoten“. Dabei handelt es sich um eine Gruppe von Achtundsechzigern im Ruhrgebiet, die versuchen, ohne das eigentlich zu wissen, im „posthistorischen“ Normalismus der Zeit 1973–2001 den Kontakt zur Geschichte zu bewahren. Dabei überschreiten weder Protagonisten noch Situationen den Rahmen des „Normalen“, so dass die ersten eine Art „Partisanen des Normalismus“ darstellen.
Diese „Ursprünglichen Chaoten“ haben versucht, durch Vorlesen ihrer Simulationen, der pikaresken „Zwillingsgeschichten“, in denen ein weibliches Zwillingspaar die Hauptrolle spielt, in Schrebergärten eine Koalition gegen den „V-Träger“ zu bilden. Der „V-Träger“ ist der „Verantwortungs-Träger“, der seinen Namen von dem Witz bekam: „Ihr tragt die T-Träger, und ich trag die Verantwortung“. Man kann im „V-Träger“ also eine Art Personifikation des Kapitalprozesses sehen: als Ich in therapeutischer Monologsituation. In einer Art Wettlauf von Simulationen und Hochrechnungen kämpfen der V-Träger und die „Ursprünglichen Chaoten“ um die jeweils auftauchende Wirklichkeit.

## Hintergrund und Romanstruktur
Mittels einer Reihe neuer narrativer Verfahren (z. B. Kurvenbewegungen von Schlag- und Reizwörtern wie „Chaoten“) erscheint die verdrängte Geschichtlichkeit der endlos rotierenden ewigen Wiederkehr unserer Postmoderne/Posthistorie.
Die in den 70er/80er Jahren eingetretene Spaltung der Literatur in politische und „subjektive“ wird von diesem Text unterlaufen, der beides zugleich und keines von beiden, sondern ein drittes Neues ist. In der politisch-aktualgeschichtlichen Dimension geht es um den „3. Versuch des V-Trägers“, d. h. den 3. Aufstieg Deutschlands zur Weltmacht (mit einem „deutschen Vietnam“ der Zukunft).
Das (in gewisser Weise „blinde“) Motiv der „Roten Ruhr-Armee“ steht für den vermutlich verlorenen historischen Antagonismus: es changiert zwischen der Erinnerung an die 1. Hälfte des 20. Jahrhunderts und dem Terror-Motiv (sowohl 1970er Jahre wie Simulationen um „2001“. Die Chiffre „2001“ diente von Anfang an als Symbol für „21. Jahrhundert“ und konkrete, nahe „Zukunft“).
Es geht also um eine neue Konstellation von „Geschichten“ (als pikareske Simulationen und als Lebensbericht) und „Geschichte“ (gegen ihr angebliches Verlöschen in der Postmoderne) und damit von Spiel und Ernst. Fluchtpunkt ist ein Jenseits der postmodernen Spielkultur, eine „alternative Geschichte“, ohne „Rückfall“ in historizistisches Erzählen. In den Zwillingsgeschichten gibt es ‚spannende Handlung’ und Komik, im Bericht der „Ursprünglichen Chaoten“ herrscht ein intensiv-panoramatischer Ton.

## Text
- Jürgen Link: Bangemachen gilt nicht, auf der Suche nach der Roten Ruhr-Armee. assoverlag, ISBN 978-3-938834-29-9, 923 Seiten.

## Rezensionen
- H.-Georg Lützenkirchen: Schimanski for ever! Mit seinem Roman "Bangemachen gilt nicht auf der Suche nach der Roten Ruhr Armee" leistet Jürgen Link einen Beitrag zur Denkmalwürdigkeit der '68er.
- Niels Werber: Stoßtrupp in Kurvenlandschaften. PDF (721 kB)